# Letjchumibergen
Letjchumibergen (georgiska: ლეჩხუმის ქედი, Letjchumis kedi) är en bergskedja i norra Georgien. Den ligger i regionen Ratja-Letjchumi och Nedre Svanetien. Letjchumibergen är en sydlig del av Stora Kaukasus och har en utsträckning på cirka 60 km. Högsta toppen har berget Samertschle, som når 3 584 m ö.h.